# Edgar Rubin
Edgar John Rubin (født 6. september 1886 i København, død 3. maj 1951 i Holte) var en dansk psykolog, professor i eksperimentalpsykologi ved Københavns Universitets Psykologiske Laboratorium fra 1922 til sin død. Han var far til Anne Marie Rubin.
Rubin var søn af vekselerer Gottfred Rubin (død 1900) og hustru Emma født Levinsohn (død 1923). Han blev student fra Slomanns Skole 1904, fik accessit for prisopgave 1908, blev mag.art. 1910 og tog dernæst til Göttingen. Da havde han allerede skrevet afhandlingen "Beobachtungen über Temperaturempfindungen" (Zeitschrift für Sinnesphysiologie, 1912), hvori han godtgjorde, at der under visse omstændigheder opstår "paradoksale Varmefornemmelser", svarende til de af Alfred Lehmann påviste "paradoksale Kuldefornemmelser". 
Rubin blev dr.phil. 1915 på afhandlingen Synsoplevede Figurer. Studier i psykologisk Analyse (I, tysk udgave 1921), blev lektor ved Københavns Universitet 1918 og efterfulgte i 1922 Alfred Lehmann som professor i eksperimental psykologi ved samme og som bestyrer af Universitetets Psykologiske Laboratorium.
Rubin er især kendt for sin disputats Synsoplevede Figurer, der vakte opsigt og gjorde ham internationalt kendt inden for perceptionspsykologi. Disputatsen bygger på en fænomenologisk beskrivelse af vore synsoplevelser og sondringen mellem figur og grund. Han har arbejdet som forskningsassistent for Georg Elias Müller.
Rubin skrev i inden- og udenlandske tidsskrifter samt danske dagblade, var 1924-35 medudgiver af Zeitschrift für Psychologie og fra 1936 af Acta psychologica, formand i Selskabet for Filosofi og Psykologi 1926, præsident for den X internationale Kongres for Psykologi i København 1932 og blev medlem af Videnskabernes Selskab 1949. Han blev Ridder af Dannebrog i 1940.
Han blev gift 19. juni 1917 på Frederiksberg med Hedevig Elisabeth Thiesen (27. juni 1891 – 22. august 1965), datter af fisker C.H. Thiesen i Middelfart.